# Monica Vitti
Monica Vitti, egentligen Maria Luisa Ceciarelli, född 3 november 1931 i Rom, död 2 februari 2022 i Rom, var en italiensk skådespelerska och även filmregissör. 

## Biografi
Monica Vitti långfilmsdebuterade 1958 i komedin Le Dritte och nådde därefter internationell berömmelse i fyra filmer av Michelangelo Antonioni, Äventyret (1960), Natten (1961), Feber (1962) och Den röda öknen (1964). Hon kom 1963 till Sverige för att spela i Roger Vadims Slott i Sverige tillsammans med Jean-Louis Trintignant. Därefter har hon spelat i en lång rad italienska och internationella filmer, däribland i Kärleksflugan (1970) av Ettore Scola och Frihetens fantom (1974) av Luis Buñuel samt gestaltat titelrollen i filmen Modesty Blaise (1966) tillsammans med Dirk Bogarde.
Hon vann en silverbjörn vid Berlins filmfestival 1983 för sin roll i maken Roberto Russos (född 1947) film Flirt och belönades i samband med filmens 100-årsjubileum 1995 med ett heders-guldlejon vid filmfestivalen i Venedig. 1989 debuterade Vitti även som filmregissör med Scandalo segreto (Secret Scandal), ett otrohetsdrama med henne och Elliot Gould i huvudrollerna. Den kom att bli hennes sista film.

## Galleri

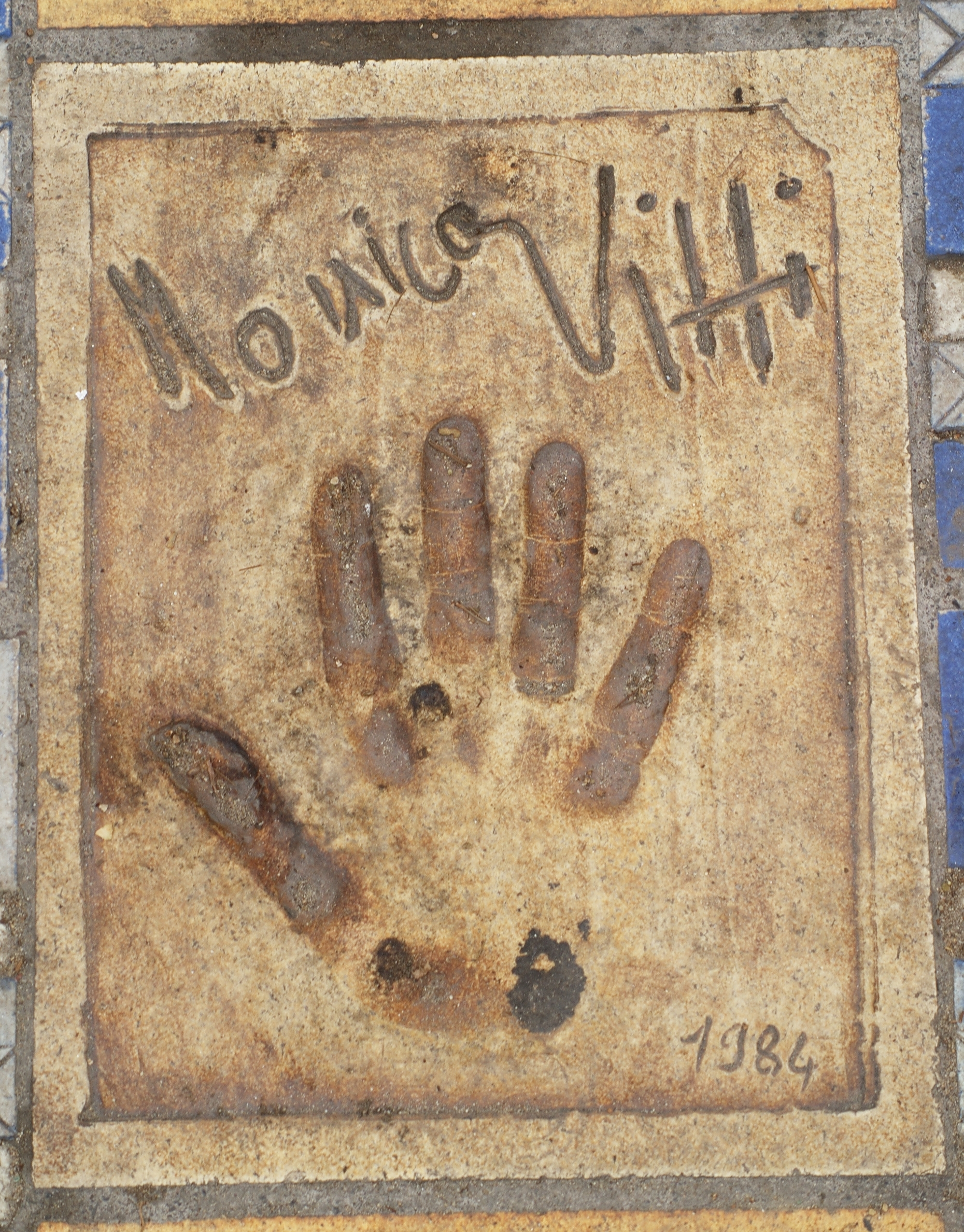
Monica Vittis handavtryck vid Palais des Festivals i Cannes.
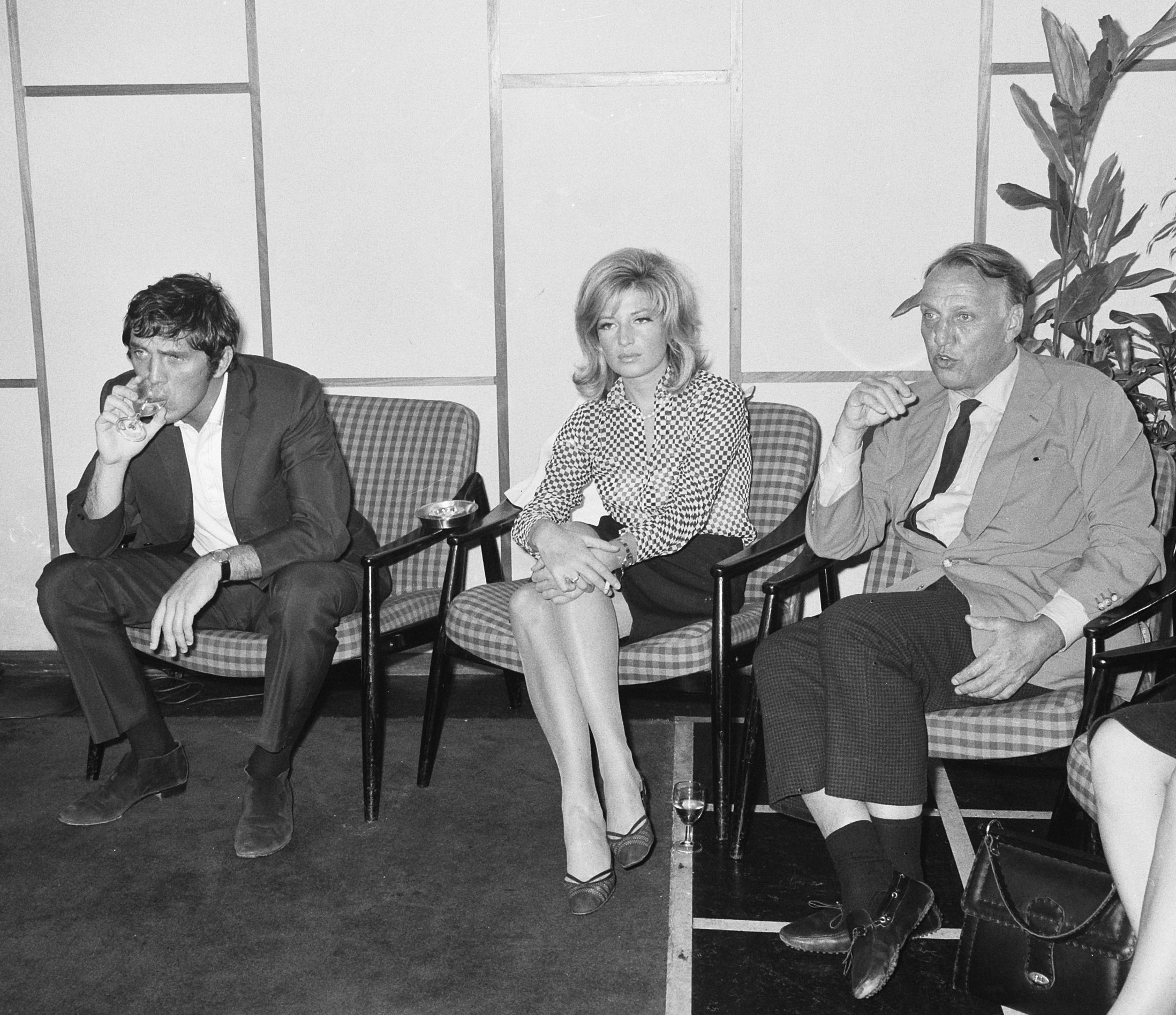
Terence Stamp, Monica Vitti och Joseph Losey i presskonferens inför filmen Modesty Blaise 1966.
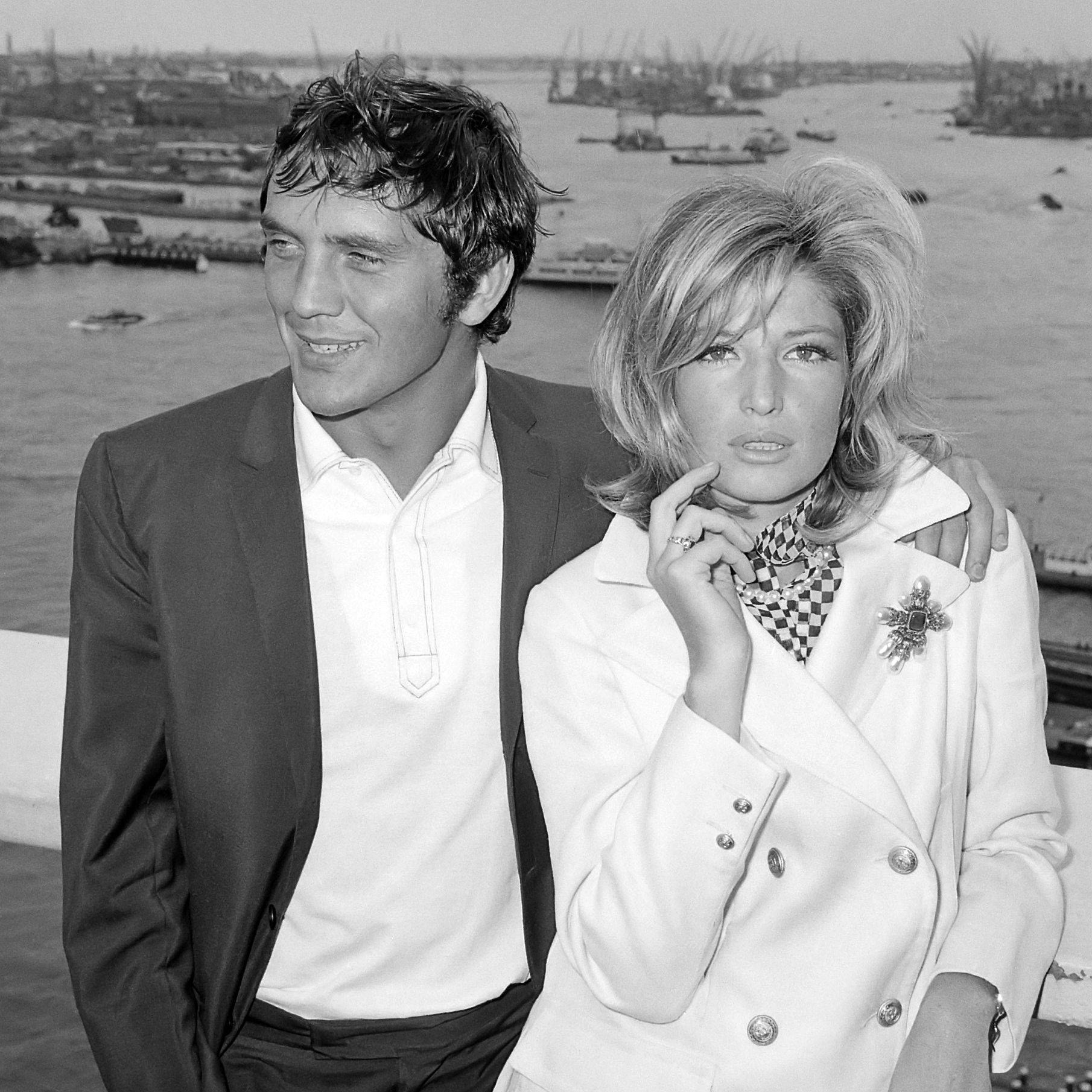
Terence Stamp och Monica Vitti 1965.
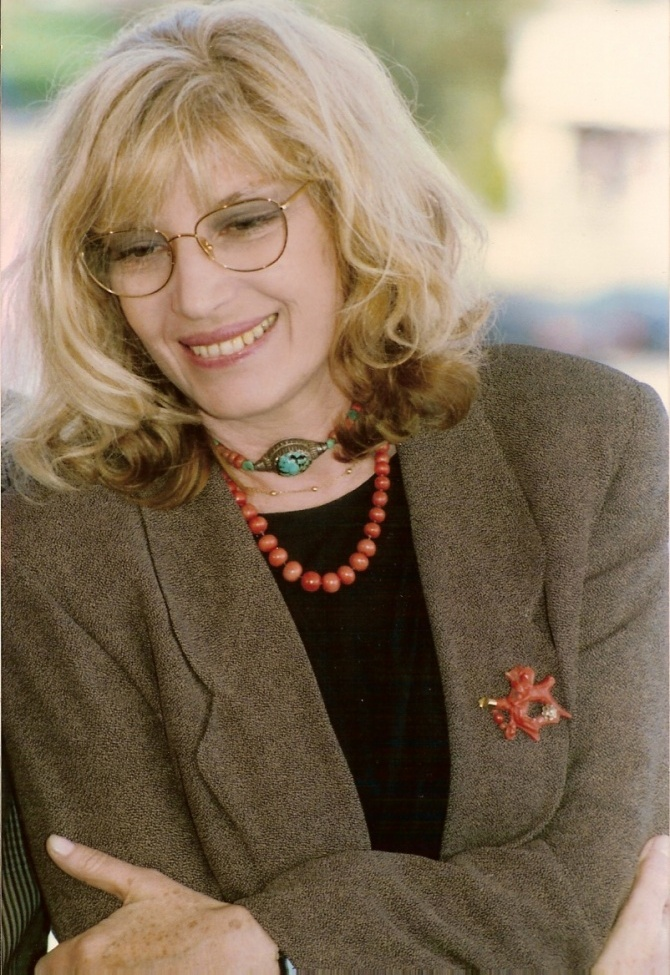
Monica Vitti 1990.

## Filmografi (urval)
- 1958 – Le Dritte
- 1960 – Äventyret
- 1961 – Natten
- 1962 – Feber
- 1963 – Slott i Sverige
- 1964 – Den röda öknen
- 1966 – Modesty Blaise
- 1968 – Flickan med pistolen
- 1970 – Kärleksflugan
- 1973 – Polvere di stelle
- 1974 – Frihetens fantom
- 1983 – Flirt
- 1990 – Scandalo segreto